# دوسيل

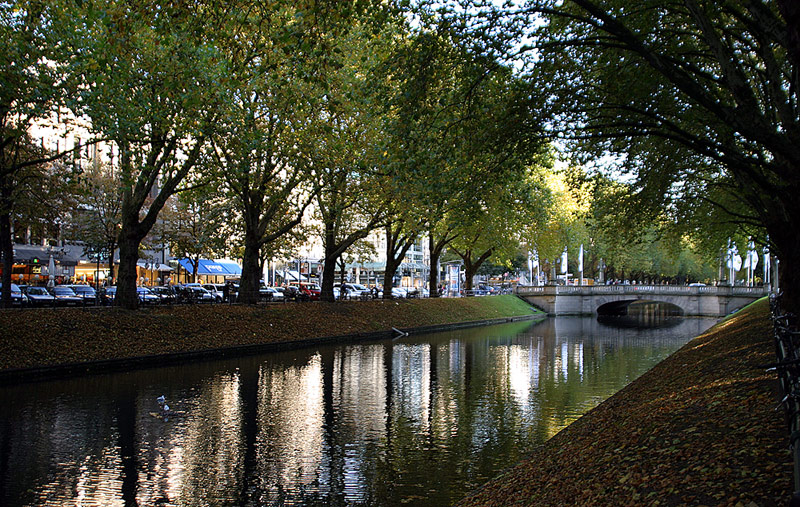

دوسيل (بالألمانية: Düssel) هو الرافد الأيمن لنهر الراين الذي يعتبر أحد أهم وأطول الأنهار في القارة الأوروبية. يقع الرافد في ولاية شمال الراين-وستفاليا الألمانية. منبع الرافد بين بلدتي فلبرت وفولفرات. يتجه الرافد غربًا عبر وادي نياندرتال حين عُثر على حفريات لأول رجل نياندرتال في عام 1856.